# 悲しきトレイン北国行き
「悲しきトレイン北国行き」は、1970年5月5日に東芝レコードから発売された永田英二の3枚目のシングルである。

## 概要
A面曲は後に郷ひろみがコンサートでカバー
2022年3月時点、未CD化。

## 収録曲
1. 悲しきトレイン北国行き [3:05]
作詞：山上路夫/作曲・編曲：鈴木邦彦
2. 昨夜の出来事 [2:57]
作詞：山上路夫/作曲・編曲：鈴木邦彦